# John Madden (hráč amerického fotbalu)
John Earl Madden (10. dubna 1936 Austin, Minnesota – 28. prosince 2021 Pleasanton, Kalifornie) byl americký trenér a hráč amerického fotbalu. Trénoval tým Oakland Raiders v Národní fotbalové lize (NFL). Po skončení aktivní trenérské kariéry se proslavil jako fotbalový komentátor, jeho příjmení bylo využito v názvu herní série Madden NFL.

## Hráčská kariéra
Madden hrál americký fotbal na vysoké škole California Polytechnic State University, a to v obraně i útoku. V roce 1958 si ho v 21. kole draftu NFL vybral tým Philadelphia Eagles jako 244. hráče v pořadí. Kvůli zranění kolene, které utrpěl v tréninkovém kempu, se však v NFL nikdy neprosadil.

## Trenérská kariéra
Madden začal svou trenérskou kariéru v několika vysokoškolských týmech. Naposledy pomáhal jako asistent trenéra trénovat obranu týmu San Diego State University. V roce 1967 byl Madden najat do týmu Oakland Raiders jako asistent trenéra, měl na starosti obránce. Když v roce 1969 odešel tehdejší trenér John Rauch do Buffala Bills, byl John Madden povýšen na hlavního trenéra a tuto funkci zastával až do roku 1978. Největšího trenérského úspěchu dosáhl v roce 1977, kdy dovedl tým Oakland Raiders k vítězství v Super Bowlu. Jeho bilance čítá 103 výher, 32 porážek a sedm remíz.

## Komentátor
Madden pracoval v letech 1980–2009 jako sportovní komentátor. Více než 20 let mu asistoval Pat Summerall. Poslední zápas, který spolu komentovali, byl Super Bowl XXXVII.
Síň slávy profesionálního amerického fotbalu, do které byl Madden uveden v roce 2006, mu v roce 2002 udělila Cenu Petea Rozelleho za rozhlasové a televizní vysílání.

## Odraz v kultuře
Společnost Electronic Arts Sports vydává každoročně videohru nazvanou po Johnu Maddenovi Madden NFL.
John Madden si zahrál roli trenéra ve filmu Malí obři a komentátora ve filmu Náhradníci. V roce 1999 se objevil jako host v dílu seriálu Simpsonovi Sportovní neděle.
V roce 2025 bude v režii Davida O. Russella natočen film Madden, který je inspirován skutečnými událostmi z jeho života. Johna Maddena zde ztvární Nicolas Cage.